# 公共非專利電訊服務費
公共非專利電訊服務費（Public Non-Exclusive Telecommunications Service，簡稱PNETS費用），是香港電訊管理局自1985年開始規定，增值服務供應商（包括互聯網服務供應商）向本地固定電訊網絡服務（固網）營辦商所支付的互連費，以彌補在「撥號」接駁中，使用固定網絡把增值服務客戶連接至服務供應商設施的成本。互聯網供應商通常會把網絡使用費轉嫁客戶，而PNETS費則作為獨立項目，在客戶的帳單上顯示。

## 原由
由於香港的電話線路是劃一收費，因此向增值服務(包括互聯網接駁服務)供應商、從而間接向增值服務用戶徵收PNETS費是一項公平的安排。如不設立PNETS費，繳付同等數額電話費的低用量用戶將不公平地補貼長時間佔用電話線的增值服務(尤其是互聯網接駁服務)的用戶。此外，按時計費的PNETS費亦可阻止互聯網用戶在不使用時仍整天把電腦接駁至互聯網，未能有效運用網絡資源。這種做法可能會導致網絡嚴重擠塞。固定線路客戶與流動電話服務之間的接駁服務亦設有類似的互連費。上述兩項費用均以同一方法計算。
當香港電訊管理局在1985年開放電話網絡給其他提供公共非專利電訊服務的營辦商使用時決定，由於該等營辦商實際上的使用量遠比平均用量為高，該等營辦商應公平分擔電話網絡的經營成本。因此，公共非專利電訊服務接駁線的費用是以按分鐘計的實際用量而計算。

## 收費歷史
這項收費初時為每線每月69港元另每使用1分鐘收0.09港元。這項收費由電訊管理局局長監管，以確保香港電話公司只能收回成本及合理回報。
自1990年代初香港互聯網開始興起，此項費用由消費者直接支付，期間經過多次修訂。例如：
- 1999年10月8日：由每分鐘HK$0.033時調低至HK$0.027
- 2001年10月1日：由每分鐘HK$0.023調低至HK$0.02

因為PNETS費用偏高，窒礙互聯網普及化。民主黨立法會議員單仲偕與羅致光在1999年10月與電訊管理局當時的總監王錫基先生討論有關削減PNETS收費的可行性。另外，聖貞德中學一名中七學生在1997年7月發起名為「No PNETS For Students」（豁免學生用戶的公共非專利電訊服務費）網上簽名活動，引起回響。終於，現時使用互聯網的消費者不再需要付PNETS費用。
不過，自從2000年代初起，由於寬頻上網日漸普及，撥號上網基本上已經式微，故PNETS費用的存廢已對香港人並沒有甚麼影響。